# Therese Wieland
Therese Wieland (* 26. Oktober 1938 in Frankfurt am Main) ist eine ehemalige Lehrerin, verheiratet und Mutter von drei Kindern.

## Biografie
Therese Wieland absolvierte ein Lehramtstudium der Allgemeinen Pädagogik, Religionspädagogik und Sportpädagogik. Sie war Lehrerin einer Grund- und Hauptschule in Frankfurt. Nach ihrem Umzug nach Stuttgart (1978) wurde sie Konrektorin und anschließend Schulleiterin an Stuttgarter Grundschulen. Nach Rücksprache mit dem ehemaligen Bischof der Diözese Rottenburg-Stuttgart Georg Moser, ernannte er sie zur Schuldekanin für den Bezirk Stuttgart. 1992 berief Bischof Walter Kasper Therese Wieland zur ersten Ordinariatsrätin der Diözese Rottenburg-Stuttgart. Somit war Therese Wieland die erste Frau in einer katholischen Kirchenleitung im damaligen Westdeutschland. Sie leitete die Hauptabteilung Kirche und Gesellschaft, seit dem 1. November 2003 befindet sie sich im Ruhestand.
Wieland war bis zum Jahr 2014 Mitglied im Rundfunkrat des Südwestrundfunks. Auf Vorschlag der CDU in Baden-Württemberg gehörte sie der 14. Bundesversammlung an. 2001 erhielt Therese Wieland das Bundesverdienstkreuz am Bande, 2014 den Verdienstorden des Landes Baden-Württemberg und 2018 den päpstlichen Orden: Dame des Silvesterordens. 
Durch ihre vielfältigen ehrenamtlichen Tätigkeiten erhielt Therese Wieland weitere Auszeichnungen des Deutschen Caritasverbandes, des Sozialdienstes katholischer Frauen und die Ehrenmünze der Stadt Stuttgart.
Therese Wieland leitete ehrenamtlich von 1989 bis 2014 als Vorsitzende den Sozialdienst katholischer Frauen e.V. Diözese Rottenburg-Stuttgart.